# Dendarina
Dendarina (лат.) — подтриба жесткокрылых из семейства чернотелок трибы Pedinini. Может рассматриваться также в ранге трибы подсемейства Tenebrioninae.

## Описание
Глаза в средней части сужены. Наличник глубоко вырезан в передней части. Переднеспинки пунктирована. Крылья редуцированы. У самцов 2 и 3 членики лапок передних и средних ног значительно расширены, а их подошвенная поверхность в многочисленных щетинках.

## Систематика
В составе трибы:
- Bioplanes Mulsant, 1854
- Dendarus Dejean, 1821
- Heliopathes Mulsant, 1854
- Isocerus Latreille, 1829
- Micrositus Mulsant & Rey, 1854
- Phylan Stephens, 1832

## Распространение
Встречаются в Европе, северо-западной Африке, на Кавказе, в Азии на восток до Афганистана.